# Tunisie aux Jeux olympiques d'été de 1992
La Tunisie a participé aux Jeux olympiques d'été de 1992 à Barcelone (Espagne). C'est sa septième participation aux Jeux olympiques.

## Résultats par épreuve

### Athlétisme
5 000 m
- Mahmoud Kalboussi (en)
  - Séries — 13 min 55 s 01 (→ éliminé)

400 m haies
- Fadhel Khayati (en)
  - Série —  (→ non partant)

### Voile
- Karim Chammari (en)
  - 34e (premier Africain)

### Boxe
Moins de 54 kg
- Kalai Riadh (en)
  - vainqueur de Miguel Dias (en) ( Pays-Bas) au premier tour
  - battu par Joel Casamayor ( Cuba) au second tour éliminé aux 1/8e de finale

Moins de 60 kg
- Lotfi Missaoui (en)
  - battu par Gilberto Brown (en) ( Îles Vierges des États-Unis) au premier tour

Moins de 75 kg
- Mohamed Soltani (en)
  - vainqueur de Davis Lusimbo (en) ( Ouganda) au premier tour
  - battu par Eddy Suarez (en) ( Cuba)au second tour

### Haltérophilie
Moins de 56 kg
- Arbi Trab (en)
  - 19e avec 220 kg
    - 19e avec 100 kg à l'arraché
    - 19e avec 120 kg à l'épaulé-jeté

### Judo
Moins de 78 kg
- Salah Rekik
  - 22e
    - qualifié d'office au premier tour
    - battu par Zsolt Zsoldos (en) ( Hongrie) au second tour

### Lutte

#### Lutte libre
Moins de 48 kg
- Chaouki Sammari (en)
  - En poule préliminaire
    - battu par László Óváry (en) ( Hongrie) : décision 5-7
    - exempt
    - battu par Reiner Heugabel (en) ( Allemagne de l'Ouest) : par tombé

Moins de 52 kg
- Chokri Boudchiche (en)
  - En poule préliminaire
    - battu par Zeke Jones ( États-Unis) : décision 0-15
    - battu par Chris Woodcroft (en) ( Canada) : décision 0-10

#### Lutte gréco-romaine
Moins de 90 kg
- Mohamed Naouar (en)
  - En poule préliminaire
    - battu par Franz Marx (en) ( Autriche) : décision 0-5
    - battu par Maik Bullmann ( Allemagne de l'Est) : décision 0-16

### Tennis de table
Simple dames
- Sonia Touati
  - En poule préliminaire :
    - battue par Chai Po Wa (en) ( Hong Kong) 0-2
    - battue par Lee Jeong-im (en) ( Corée du Sud) 0-2
    - battue par Kerri Tepper (en) ( Australie) 0-2

  - 49e
- Feiza Ben Aïssa (en)
  - En poule préliminaire :
    - battue par Hyun Jung-hwa ( Corée du Sud) 0-2
    - battue par Lotta Erlman (en) ( Suède) 0-2
    - battue par Polona Frelih (en) ( Slovénie) 0-2

  - 49e

Double dames
- Feiza Ben Aïssa et Sonia Touati
  - En poule préliminaire :
    - battues par Li Bun-hui et Yu Sun-bok ( Corée du Nord) 0-2
    - battues par Marie Hrachová (en) et Jaroslava Mihočková (en) ( Tchécoslovaquie) 0-2
    - battues par Lotta Erlman et Marie Svensson (en) ( Suède) 0-2

  - 25e

Simple messieurs
- Mourad Sta (en)
  - En poule préliminaire :
    - battu par Jan-Ove Waldner ( Suède) 0-2
    - battu par Kang Hee-chan (en) ( Corée du Sud) 0-2
    - battu par Igor Solopov (en) ( Estonie) 0-2

  - 49e

## Sources
- (en) Rapport des Jeux olympiques de 1992 (LA84 Foundation)